# 게비스 스타디움
게비스 스타디움은 익히 스타디오 아틀레티 아추리 디탈리아로 알려져 있으며, 이탈리아의 축구 경기장이다. 베르가모에 위치해있는 이 경기장은 수용인원 21,300명이며 아탈란타 BC의 홈 경기장이다.